# 盖儿
泰勒·盖尔·卢瑟福（英語：Taylor Gayle Rutherfurd，2004年6月10日—），艺名盖儿（GAYLE），是一位美国创作女歌手。在与大西洋唱片签约后，她在2021年发行的单曲《渣男颂》成了她的代表作。